# Lobiger souverbii
Lobiger souverbii är en snäckart som beskrevs av P. Fischer 1857. Lobiger souverbii ingår i släktet Lobiger och familjen Oxynoidae. Inga underarter finns listade i Catalogue of Life.